# Sarah Raich
Sarah Raich (* 7. September 1979 in Göttingen) ist eine deutsch-österreichische Autorin und Schriftstellerin.

## Leben
Raich ist Tochter einer Ostfriesin und eines Österreichers und besitzt neben der deutschen auch die österreichische Staatsbürgerschaft. Sie wuchs in Niedersachsen auf und absolvierte ihr Abitur am Roswitha-Gymnasium in Bad Gandersheim. Anschließend studierte sie Rechtswissenschaften in Passau und an der FU Berlin (Hauptfach Allgemeine und Vergleichende Literaturwissenschaft im Peter-Szondi-Institut) und schloss ihr Studium mit einem Magisterabschluss ab. Zunächst war sie bei Kreativagenturen sowie bei t3n journalistisch tätig, bevor sie schließlich damit begann, belletristische Texte zu veröffentlichen. Im Jahr 2021 erschien die Kurzgeschichtensammlung Dieses makellose Blau. Es folgte im Piper Verlag der Jugendroman All that’s left, der sich mit Themen wie der Klimakrise sowie Feminismus auseinandersetzt. 2023 erschien im Marix Verlag mit Hell und laut ihr Roman über Hrotsvit, die erste deutsche Dichterin. 2022 war sie mit All that’s left für den Phantastikpreis der Stadt Wetzlar sowie den Phantastik-Literaturpreis Seraph nominiert. Darüber hinaus sind ihre Texte in diversen Anthologien sowie Zeitschriften zu finden. Sie ist Mitgründerin des PEN Berlin.

## Veröffentlichungen
- Verena Blecher (Hrsg.): Ein leises Du. Liebesgedichte. Geest-Verlag, 2002, ISBN 3-936389-35-7.
- Dieses makellose Blau. mikrotext, 2021, ISBN 978-3-948631-08-6.
- Berit Glanz, Dirk Uwe Hansen (Hrsg.): Und bey den liechten Sternen stehen: Gedichte zu Sibylla Schwarz‘ 400. Geburtstag. Reinecke & Voß, 2021, ISBN 978-3-942901-46-8.
- All that's left. Piper, 2021, ISBN 978-3-492-70607-0.
- Equilon. dtv, 2023, ISBN 978-3-423-74088-3.
- Hell und laut. S. Marix, 2023, ISBN 978-3-7374-1217-9.